# 山中哲夫
山中 哲夫（やまなか てつお、1950年 - ）は、日本のフランス文学者。愛知教育大学教育学部教授。日本のシャンソン歌手。
佐賀県唐津市に生まれる。西南学院大学文学部外国語学科フランス語専攻卒業、同大学院文学研究科フランス文学専攻修士課程修了。

## 主な著書
- 「山中哲夫詩集」（日本エディタースクール、1987）
- 「花の詩史」（大修館書店、1992）
- 「愛のフローラ」（同文書院、1993）
- 「パリ断章」（駿河台出版社、2000）
- 共著「フランス幻想文学の総合研究」（図書刊行会、1989）
- 訳書「フロイト＆ラカン事典」（コフマン編、弘文堂、1997）
- 「子どもの無意識」（ドルト著、青土社、1994）
- 「精神病の現象学」（タトシアン著、みすず書房、1998）
- 「Ｍ氏／断片」（松濤舎、2009）

| スタブアイコン | サブスタブ | この項目は、まだ閲覧者の調べものの参照としては役立たない、人物に関連した書きかけの項目です。この項目を加筆・訂正などしてくださる協力者を求めています（P:人物伝/PJ:人物伝）。 |